# Ульянковское сельское поселение
Ульянковское сельское поселение — муниципальное образование в Кайбицком районе Татарстана.

## География
Ульянковское сельское поселение граничит с Багаевским, Большекайбицким, Большеподберезинским, Надеждинским и Эбалаковским сельскими поселениями.

## История
Образовано в соответствии с законом Республики Татарстан от 31 января 2005 г. № 25-ЗРТ «Об установлении границ территорий и статусе муниципального образования „Кайбицкий муниципальный район и муниципальных образований в его составе“ (с изменениями от 29 декабря 2008 г.)».

## Население
| 2010 | 2011 | 2012 | 2013 | 2014 | 2015 | 2016 |
| ---- | ---- | ---- | ---- | ---- | ---- | ---- |
| 721  | ↘719 | ↘707 | ↗710 | ↘702 | ↘691 | ↗697 |
| 2017 | 2018 |      |      |      |      |      |
| ↘677 | ↘646 |      |      |      |      |      |

## Населённые пункты
- село Ульянково — административный центр;
- деревня Корноухово;
- деревня Победа;
- посёлок Воскресенский.